# Marie Meurdrac
Marie Meurdrac, född 1610, död 1680, var en fransk kemist och alkemist. Hon publicerade det berömda vetenskapliga verket La Chymie Charitable et Facile, en Faveur des Dames, som publicerades fem gånger mellan 1656 och 1711, och som anses vara det första verket om kemi av en kvinna sedan antiken.